# Portugals bank
Portugals bank (portugisisk: Banco de Portugal) er centralbanken i Portugal. 

## Historie
Banken blev etableret den 19. november 1846, og var en sammensmeltning af banken Banco de Lisboa og finansieringsselskabet Companhia de Confiança Nacional. I starten havde banken ikke eneretten på at trykke og udsende penge, men fik denne eneret den 9. juli 1891 i Portugal, Azorerne og Madeira. Banken havde en noget problemfyldt start, men var fra starten af en aktiv centralbank, og den har hjulpet portugisiske banker som har været truet af konkurs, og på denne måde undgået flere bankkriser. I 1974 blev centralbanken nationaliseret, og fik for første gang også ansvaret for at overvåge landets bankvæsen.

## Hovedmålsætning
Siden Portugal i dag er medlem af EU, er også centralbanken medlem af ESSB – Det europæiske system af centralbanker og Eurosamarbejdet. På denne måde har banken indflydelse på finanspolitikken og den økonomiske politik både i Portugal og i EU.
Hovedstyringsmålet i EU, og dermed også Portugal, er lav og stabil inflation på ca. 2% i året. 

## Bankledelsen
Centralbanklederne er pr. november 2014 Carlos da Silva Costa. Han overtog efter Vítor Constâncio i juni 2010, da Constâncio blev vicepræsident i Den Europæiske Centralbank. 
Bankensledere er Pedro Duarte Neves og José Ramalho.

## Eksterne Henvisninger
- Officiel hjemmeside

38°42′31″N 9°08′17″V / 38.7087°N 9.138169°V